# Litoria nigrofrenata
Litoria nigrofrenata (bridle frog) es una especie de anfibio anuro del género Litoria, familia Hylidae. 

## Distribución geográfica
Es originaria de Australia, Papúa Nueva Guinea y posiblemente Nueva Guinea Occidental (Indonesia). Vive en península del cabo York, y islas en el estrecho de Torres, and y el norte de Queensland y el Territorio del Norte.
Mide 4.5 de largo.  Es de color canela pálido a marrón rojizo oscuro. Es conocida por sus rayas negras muy claras, que pueden ser largas o cortas.
Vive en bosques y pantanos cerca de presas y pequeños arroyos.
Pone sus huevos 450 cada vez en piscinas y arroyos.